# Les Vierges (Klimt)
 (août 2014).
Si vous disposez d'ouvrages ou d'articles de référence ou si vous connaissez des sites web de qualité traitant du thème abordé ici, merci de compléter l'article en donnant les références utiles à sa vérifiabilité et en les liant à la section « Notes et références ».
Les Vierges ou La Vierge est un tableau peint en 1913 par Gustav Klimt. Il mesure 190 × 200 cm. Il est conservé à la galerie nationale de Prague à Prague.